# Michelau im Steigerwald
Michelau im Steigerwald, Michelau i.Steigerwald – miejscowość i gmina w Niemczech, w kraju związkowym Bawaria, w rejencji Dolna Frankonia, w regionie Main-Rhön, w powiecie Schweinfurt, wchodzi w skład wspólnoty administracyjnej Gerolzhofen. Leży w Steigerwaldzie, około 20 km na południowy wschód od Schweinfurtu, nad rzeką Volkach.

## Dzielnice
W skład gminy wchodzą następujące dzielnice:
- Prüssberg
- Neuhausen
- Hundelshausen
- Sudrach
- Altmannsdorf
- Heinachshof

## Demografia
| Rok  | Liczba mieszk. |
| ---- | -------------- |
| 2001 | 1139           |
| 2004 | 1165           |
| 2005 | 1165           |